# クリス・チャイルズ
クリス･チャイルズ（Chris Childs, 1967年11月20日 - ）は、アメリカ合衆国カリフォルニア州ベイカーズフィールド出身のバスケットボール選手。NBAのニューヨーク・ニックスなど4チームに所属した。ポジションはポイントガード。身長191cm、体重88.5kg。

## 経歴
ボイシ州立大学を卒業したチャイルズは、NBAドラフトでは指名されず、CBAからプロのキャリアをスタートした。3シーズンの間、5つのチームでプレイしたが、1994年には、クアッドシティ・サンダーでリーグ優勝に貢献、平均17.9得点、7.4アシストを記録してMVPを受賞した。
この活躍が認められ94-95シーズンに、ニュージャージー・ネッツと契約してNBA入りする。ネッツでは2シーズンプレイし、2年目には自己最高の平均12.8得点、3.1リバウンド、7.0アシスト、1.4スティールを記録した。
1996-97シーズンからはニューヨーク・ニックスでプレイした。2年目からは、チャーリー・ウォードの控えとなり、粘り強いディフェンスと、スリーポイントシュートでチームを支えた。
2000-01シーズン途中に、マーク・ジャクソン、マグシー・ボーグスとの交換でトロント・ラプターズに移籍。チャイルズ加入後、チームは19勝8敗と好成績を残し、2001年のプレイオフでは、フィラデルフィア・76ersを後一歩のところまで追い詰めた。
2002-03シーズン前に、フリーエージェントとしてニュージャージー・ネッツと契約したが、3月にはウェイバー公示されて引退した。